# Andrés Sánchez Maher
Andrés Sánchez Maher (Ciudad de México, 31 de diciembre de 1975) también conocido como Sánchez Dub es un bajista mexicano. Es un pionero en la escena musical mexicana: sintetizó la música africana, latina y caribeña con ritmos electrónicos.
Comenzó su carrera en 1992 cuando cofundó Titán y lanzó el álbum Karate Mix. En 1999, formó parte de la segunda producción Elevator, que fue editada por Virgin. Luego pasó a Sánchez & Ruiz, actualmente conocido como Ruisort con quien hizo el álbum Acapulco Now bajo el sello Certificate 18 en Londres. Más tarde, colaboró con Fake Fazz y Wako Texas, que le permitieron mejorar su destreza para la improvisación en vivo en el bajo. Sus ritmos latinos, de jazz y funk son distintivamente únicos,y colaborado con Zoé desde el álbum Rocanlover.

## Biografía
Nació el 31 de diciembre de 1975 en la Ciudad de México, formó parte de la banda Titán de 1992 a 1997 hasta que dejó Titán, en el 2003 colabora en el álbum de Zoé, Rocanlover, en el 2010 participó en el Unplugged de Zoé MTV Unplugged Música de fondo haciendo arreglos en la cuerdas /metales y toca a la izquierda de las Percusiones,el Bajo y el Teclado.
Desde 2011 ha colaborado en todos álbumes de Zoé, y recientemente lanzó su más reciente EP, editado por Discos Panoram —también fundado por él—, Humans, en el que por primera vez canta, ejecutando además el bajo y otros instrumentos y coproducido por Sergio Acosta. Andrés fundó, además, la productora musical Hamaca Music, que compone música para comerciales, televisión, teatro y cine en 2018 ganó el Ariel a Mejor Música Original por la película Sueño en otro idioma de Ernesto Contreras.

## Discografía

### Álbumes de estudio conTitán
- Terrodisco de 1995.

### Bandas Sonoras de Series y películas
- El Chapo (serie de televisión).
- Torre x Torre.
- Sueño en otro idioma.
- Solteras.
- Guadalupe Reyes.
- Bienvenida realidad (telenovela mexicana).
- El Complot Mongol.

### Álbumes de estudio conZoé
- Rocanlover con el Bajo en Mars 200.
- Reptilectric revisitado en el B-Sides de Fantasma.
- Prográmaton en Teclados y Bajo y Arrullo de Estrellas en Rework.
- Aztlán en Teclados y Bajo.

### Álbumes en vivo conZoé
- MTV Unplugged/Música de fondo en las Percusiones, Bajo y el Teclado y en la siguiente Gira del MTV Unplugged/Música de fondo.
- 8.11.14 en el Bajo y los Teclados.

### Álbumes conLeón Larregui
- Solstis en Souvenir versión de Remix (hecho por el mismo).
- Metrópolis (álbum en vivo) tocan el Bajo

## Premios
| Año  | Categoría                                | Obra nominada        | Resultado | Ref.              |
| ---- | ---------------------------------------- | -------------------- | --------- | ----------------- |
| 2018 | Premio Ariel a la mejor canción original | Sueño en otro idioma | Ganador   | [ 2 ] [ 3 ] [ 4 ] |